# Accomac
Accomac es una ciudad situada en el Condado de Accomack, Virginia, Estados Unidos. Su población es de 547 habitantes según el censo del año 2000. Es el centro administrativo del condado de Accomack. 